# Hormônio estimulante de alfa-melanócitos
Hormônio estimulante de alfa-melanócitos (alfa-MSH; α-MSH) é um hormônio peptídio da família melanocortina.  É produzido no sistema nervoso central e também por células do sistema imune ou na pele e um dos seus efeitos é estimular a síntese de eumelanina. A ação do -MSH ocorre por meio de sua ligação aos receptores de melanocortinas (MC-R), expressos em diferentes células da pele, além de macrófagos, mastócitos e linfócitos T. A proteína agouti é um antagonista dos MC-R1 e MC-R4 e sua ligação a estes receptores na pele inibe a produção da eumelanina. A parte intermediária da hipófise é responsável por secretar o hormônio melanócito estimulante (MSH) em alguns animais; Sua secreção é controlada pela quantidade de luz do ambiente, onde altas quantidades de luz estimulam sua secreção e sua ação na formação da melanina e baixas quantidades de luz diminuem sua secreção. Sua forma α-MSH é formada no hipotálamo e exerce os efeitos de apetite já citados.

## Funções
Ele tem entre suas funções suprimir o apetite, sendo estimulado pela leptina (A leptina, hormônio secretado pelas células do tecido adiposo, ao ser liberada na circulação periférica, atua sobre o hipotálamo, inibindo o apetite. A ligação da leptina aos receptores hipotalâmicos estimula a secreção de MSH que, por sua vez, se liga a outros neurônios, responsáveis pela diminuição do apetite. Entretanto, a perda de peso observada com o tratamento com MSH sugere também sua ação direta na mobilização dos depósitos de gordura.) e também por sono adequado.
Estimular a produção e liberação de melanina pelos melanócitos e no hipotálamo ele é responsável por suprimir o apetite e contribuir para a excitação sexual.
O -MSH também tem amplos efeitos anti-inflamatórios e pode inibir a síntese de Citocinas( São polipeptídeos ou glicoproteínas produzidas por diversos tipos celulares e capazes de modular a resposta celular de diversas células, incluindo dela própria. São moléculas hidrossolúveis e de tamanho variado). (, tais como IL-1, TNF-, IFN- ou mediadores inflamatórios tais como, prostaglandinas e histamina.

## Estudos sobre ação doα−MSH{\displaystyle \alpha -MSH}

### Hormônio alfa-melanócito estimulante melhora a cicatrização de feridas cutâneas em camundongos
Foram testados se a injeção intraperitoneal de -MSH ou de agouti, 30 minutos antes da realização de lesões cutâneas em camundongos C57BL/6 adultos alteram o infiltrado leucocitário e a deposição de matriz extracelular no dias 3 e 40 após a lesão. A administração de 125mg/kg da proteína agouti não alterou o número (média ± SEM) de leucócitos (agouti 4,12 ± 0,28 vs controle 4,64 ± 0,34) e de mastócitos (agouti 11,0 ± 1,22 vs controle 9,5 ± 0,95) no terceiro dia após a lesão. Também não alterou significativamente a área da cicatriz medida 40 dias após a lesão, seja macroscopicamente (agouti 11,78 ± 0,48 vs controle 12,92 ±1,05) ou microscopicamente (agouti 0,30 ± 0,03 vs controle 0,33 ± 0,02). Entretanto a administração de 1,0 mg/kg de -MSH reduziu significativamente o número de leucócitos (-MSH 2,05 ± 0,06 vs controle 4,64 ± 0,34) e mastócitos (-MSH 5,5 ± 0,27 vs controle 9,5 ±0,95) 3 dias após realização da lesão e a área de cicatriz medida macroscopicamente (-MSH 9,24 ± 0,65 vs controle 12,92 ± 1,05) e microscopicamente (-MSH 0,22 ± 0,01 vs controle 0,33 ± 0,02) 40 dias após a mesma. A injeção de -MSH resultou em uma melhor organização das fibras colágenas e um aumento da quantidade de colágeno III (-MSH 0,78 ± 0,1 vs controle 0,51 ± 0,06) sem alterar a quantidade de colágeno I (-MSH 0,55 ± 0,05 vs controle 0,60 ± 0,1) 40 dias após a lesão.

### Tratamento de Hiperpigmentação Cutânea: Ativo de alta eficácia[9]
A produção da melanina depende de um hormônio, o MSH (hormônio estimulante dos melanócitos) e ocorre com a catalisação da Tirosina em L-Dopamina e depois em Dopaquinona, que pode originar a Feomelanina ou a Eumelanina. A melanina além de dar cor à pele desempenha função protetora, filtrando e absorvendo as radiações UV. A mancha ou hiperpigmentação é uma desordem dos melanócitos. Diversos fatores como exposição solar, aumento de radicais livres, processo inflamatório ou desordem hormonal (MSH) podem causar essa desordem, conhecida como melasma.

### Hormônio Alfa Estimulante dos Melanócitos (α-MSH) não modifica as convulsões induzidas por pentilenotetrazol e por pilocarpina em camundongos[12]
O hormônio alfa-estimulante dos melanócitos (α-MSH), é um peptídeo derivado da pró-opiomelanocortina (POMC) envolvido em diferentes funções neurológicas que também exercem efeitos antiinflamatórios, incluindo o sistema nervoso central (SNC). Embora inflamação tenha sido relacionada com convulsão e epilepsia, nenhum estudo tem investigado se o α-MSH sistemicamente altera crises. Portanto, no presente estudo verificou-se se α-MSH altera as convulsões induzidas por pentilenotetrazol (PTZ) e pilocarpina.

### Ação anti-inflamatório do hormônio alfa-MSH em anuros: estudo sistêmico e in vitro:
Os anfíbios, junto com os demais vertebrados ectotérmicos, compartilham a existência de um sistema pigmentar extracutâneo, constituído por células com o citoplasma repleto de melanina, em vários tecidos e órgãos. O papel funcional dessas células pigmentares nos órgãos ainda não está bem definido, havendo várias hipóteses, dentre elas, funções citoprotetoras, detoxificação de poluentes e contra patógenos. Mecanismos pelos quais ocorre variação dessa pigmentação visceral são ainda obscuros, embora seja conhecida responsividade dessas células a neuropeptídeos tais como hormônio estimulante de melanócito ± (±-MSH) que possui funções relacionadas à dispersão dos grânulos de melanina no interior dos melanócitos, sendo também um neuroimunomodulador endógeno capaz de atuar sobre vários tipos de inflamações experimentais. Este trabalho visa analisar os efeitos do hormônio ±-MSH no processo inflamatório induzido experimentalmente por lipopolissacarídeo de Escherichia coli, tendo o fígado, baço e testículos do anuro Eupemphix nattereri como órgãos alvo, buscando elucidar mecanismos pelos quais há um aumento dessa pigmentação frente à infecção. Para tanto, os animais serão tratados com o análogo sintético do hormônio ±-MSH, Nle4, D-Phe7- ±-MSH e posteriormente inoculados com a endotoxina, a fim de testar se o efeito antiinflamatório sistêmico desse hormônio está relacionado com a variação da pigmentação visceral em anuros. Para isso, serão realizadas análises morfológicas, estereológicas, histoquímicas e imunohistoquímicas, além de análises em cultura de melanóforos a fim de observar a ação direta do patógeno nas células pigmentares, e o efeito antiinflamatório em células previamente incubadas com análogo sintético do hormônio ±-MSH, Nle4, D-Phe7- ±-MSH.